# Somogyviszló
Somogyviszló is een plaats (község) en gemeente in het Hongaarse comitaat Baranya. Somogyviszló telt 272 inwoners (2001).